# Libanesische Premier League
Die Libanesische Premier League (französisch Championnat du Liban de Football; arabisch الدوري اللبناني لكرة القدم) ist die höchste Fußballliga im Libanon. Sie wurde 1933 gegründet und gehört zur AFC, dem kontinentalen Verband Asiens. An der Liga nehmen zwölf Vereine teil. Aufgrund des Bürgerkrieges im Libanon fand von 1975 bis 1987 kein regulärer Spielbetrieb statt. Nach Wiederaufnahme der Liga stellte der Verein al-Ansar einen Weltrekord auf, als er von 1988 bis 1999 elf Meisterschaften in Folge gewann. Mit 15 Titeln ist der Verein auch Rekordmeister des Landes. Erst Nejmeh Club unterbrach im Jahr 2000 den Lauf von Al-Ansar. Aktueller Titelträger 2025 ist ebenfalls Al-Ansar.

## Modus
Ausgetragen wird die Liga mit zwölf Mannschaften in Hin- und Rückrunde, wobei jede Mannschaft gegeneinander antritt. Der Meister und der Pokalsieger qualifizieren sich für den AFC Cup. Die beiden letztplatzierten Vereine steigen in die 2. Liga ab.

## Teilnehmende Mannschaften 2024/25
- Al Ahed
- al-Ansar
- Bourj FC
- Nejmeh Club
- Racing Beirut
- Riyadi Abbasiyah
- Safa SC Beirut
- Sagesse SC
- Shabab al-Ghazieh
- Shabab Baalbeck SC
- Shabab al-Sahel
- Tadamon Sur Club

## Bisherige Titelträger
- 1933/34: al Nahda
- 1934/35: American University of Beirut *
- 1935/36: Sika Beirut
- 1936/37: American University of Beirut *
- 1937/38: American University of Beirut *
- 1938/39: Sika Beirut
- 1939/40: nicht stattgefunden
- 1940/41: Sika Beirut
- 1941/42: al Nahda
- 1942/43: al Nahda
- 1943/44: Homenetmen Beirut
- 1944/45: Homenmen Beirut
- 1945/46: Homenetmen Beirut
- 1946/47: al Nahda
- 1947/48: Homenetmen Beirut
- 1948/49: al Nahda
- 1949/50: nicht stattgefunden
- 1950/51: Homenetmen Beirut
- 1951/52 – 1952/53: nicht stattgefunden
- 1952/54: Homenmen Beirut
- 1954/55: Homenetmen Beirut
- 1955/56: Racing Beirut
- 1956/57: Homenmen Beirut
- 1957/58 – 1959/60: nicht stattgefunden
- 1960/61: Homenmen Beirut
- 1961/62: nicht stattgefunden
- 1962/63: Homenetmen Beirut
- 1963/64: nicht stattgefunden
- 1964/65: Racing Beirut
- 1965/66: nicht stattgefunden
- 1966/67: Al-Shabiba Mazraa
- 1967/68: nicht stattgefunden
- 1968/69: Homenetmen Beirut
- 1969/70: Racing Beirut
- 1970/71 – 1971/72: nicht stattgefunden
- 1972/73: Nejmeh Club *
- 1973/74: nicht stattgefunden
- 1974/75: Nejmeh Club *
- 1975/76 – 1986/87: nicht stattgefunden
- 1987/88: Al Ansar Beirut
- 1988/89: nicht stattgefunden
- 1989/90: Al Ansar Beirut
- 1990/91: Al Ansar Beirut
- 1991/92: Al Ansar Beirut
- 1992/93: Al Ansar Beirut
- 1993/94: Al Ansar Beirut
- 1994/95: Al Ansar Beirut
- 1995/96: Al Ansar Beirut
- 1996/97: Al Ansar Beirut
- 1997/98: Al Ansar Beirut
- 1998/99: Al Ansar Beirut
- 1999/2000: Nejmeh Club
- 2000/01: annulliert
- 2001/02: Nejmeh Club
- 2002/03: Olympic Beirut
- 2003/04: Nejmeh Club
- 2004/05: Nejmeh Club
- 2005/06: Al Ansar Beirut
- 2006/07: Al Ansar Beirut
- 2007/08: al Ahed
- 2008/09: Nejmeh Club
- 2009/10: al Ahed
- 2010/11: al Ahed
- 2011/12: Safa SC
- 2012/13: Safa SC
- 2013/14: Nejmeh Club
- 2014/15: al Ahed
- 2015/16: Safa SC
- 2016/17: al Ahed
- 2017/18: al Ahed
- 2018/19: al Ahed
- 2019/20: abgebrochen
- 2020/21: Al Ansar Beirut
- 2021/22: al Ahed
- 2022/23: al Ahed
- 2023/24: Nejmeh Club
- 2024/25: Al Ansar Beirut

* : Diese Titel sind nicht offiziell

## Rangliste
| Rang | Verein                    | PL-Meisterschaften |
| ---- | ------------------------- | ------------------ |
| 1    | al-Ansar Beirut           | 15                 |
| 2    | al Ahed                   | 9                  |
| 3    | Nejmeh Club               | 9                  |
| 4    | Homenetmen Beirut         | 7                  |
| 5    | al Nahda                  | 5                  |
| 6    | Homenmen Beirut           | 4                  |
| 7    | AUB                       | 3                  |
|      | Racing Beirut             | 3                  |
|      | Safa SC Beirut            | 3                  |
|      | Sika Beirut               | 3                  |
| 11   | Al-Shabiba Mazraa         | 1                  |
|      | Tripoli SC/Olympic Beirut | 1                  |